# Sibirienhoch
Das Sibirienhoch ist ein relativ stationäres Kältehoch über Sibirien bzw. über der Mongolei, welches sich aufgrund geringer Luftfeuchtigkeit ausbildet. 
Über den schneebedeckten Flächen des Kontinents kühlt die Luft zunehmend aus, wobei sich ein Kaltluftkörper unterhalb wärmerer Luftmassen bildet. Da kalte Luft dichter als warme ist, verweilt der Kaltluftkörper am Boden, wodurch der Luftdruck ansteigt. Seine Hauptaktivität erreicht das Hoch von Oktober bis April.
Wenn sich im Winter die Westdrift abschwächt, wandern Ableger des Hochs bevorzugt nach Osteuropa (dann spricht man von Russlandhoch oder Osteuropahoch) und bringen buchstäblich „sibirische Kälte“ für Mittel- und Südeuropa. Aufgrund der warm-gemäßigten Winde an der Westseite der Hochs erwärmt sich Nordeuropa. Das Sibirien-/Russlandhoch ist eines der grundlegenden Aktionszentren des europäischen Wettergeschehens.
Das Sibirienhoch zählt zu den stärksten Hochdruckgebieten überhaupt. Im Dezember 2012 erreichte eines einen Kerndruck von 1062,5 hPa, der Rekord, aufgestellt am 31. Dezember 1968, liegt bei 1083,8 hPa.